# Menasha
Menasha is een plaats (city) in de Amerikaanse staat Wisconsin, en valt bestuurlijk gezien onder Calumet County en Winnebago County.

## Demografie
Bij de volkstelling in 2000 werd het aantal inwoners vastgesteld op 16.331. In 2006 is het aantal inwoners door het United States Census Bureau geschat op 16.709, een stijging van 378 (2,3%).

## Geografie
Volgens het United States Census Bureau beslaat de plaats een oppervlakte van 17,3 km², waarvan 13,6 km² land en 3,7 km² water.

## Plaatsen in de nabije omgeving
De onderstaande figuur toont nabijgelegen plaatsen in een straal van 16 km rond Menasha.